# الجمعية الطبية السورية الأمريكية
الجمعية الطبية السورية الأمريكية هي منظمة مهنية غير حكومية وغير ربحية وغير حزبية تضمّ الآلاف من المهنيين الطبيين الأمريكيين والسوريين المقيمين في الولايات المتحدة الأمريكية، وتقدم المساعدة الإنسانية الطبية للسوريين المحتاجين. دعمت المنظمة منذ اندلاع الحرب الأهلية السورية المستشفيات الميدانية والعيادات والمراكز الجراحية في سوريا كما ساعدت الأطباء والممرضين والعاملين الصحيين السوريين من خلال توفير التدريبات اللازمة لهم ودفع رواتبهم. كذلك أرسلت الجمعية الطبية السورية الأمريكية طاقمًا طبيًا سوريًا أمريكيًا إلى سوريا والأردن وتركيا في مهمات طبية، وقامت بشحن المعدات الطبية والمساعدات الإنسانية إلى سوريا. تُقدم المنظمة أيضًا لللاجئين السوريين في البلدان المجاورة الدعم النفسي والاجتماعي والخدمات الطبية والاجتماعية. وفي عام 2014، قامت الجمعية الطبية السورية بتقديم المساعدة لأكثر من 1.4 مليون سوري محتاج.

## التاريخ
تأسست الجمعية الطبية السورية الأمريكية في عام 1998. وتوفر المنظمة منذ ذلك الحين خدمات التواصل والتعليم والثقافة والخدمات المهنية لأعضائها وتساعدهم على البقاء على اتصال بسوريا من خلال البعثات الطبية والمؤتمرات والأعمال الخيرية. في عام 1999، عقدت الجمعية الطبية السورية الأمريكية مؤتمرها السنوي الأول، ثُم أرسلت أولى بعثاتها الطبية إلى سوريا في عام 2002. وفي عام 2010، أطلقت الجمعية الطبية السورية الأمريكية برنامج التطبيب عن بعد، كما أسست في نفس العام مجلة ابن سينا للطب. عقب اندلاع الحرب الأهلية السورية في عام 2011، وعندما بدأ قمع المظاهرات، قامت الجمعية بتوسيع نطاق نشاطها فأنشأت مكاتب لها في لبنان والأردن والعاصمة الأمريكية واشنطن لتلبية الاحتياجات المتزايدة للرعاية الطبية والصحية في سوريا. وفي عام 2011، أرسلت الجمعية أول بعثة طبية لها إلى تركيا لتوفير الرعاية اللازمة للاجئين السوريين، كما بدأت الجمعية في تجهيز ورعاية المستشفيات الميدانية وسيارات الإسعاف، وتدريب ودفع رواتب العاملين الطبيين السوريين بها، وإرسال المعدات الطبية والمساعدات الإنسانية الأخرى إلى سوريا. تدعم المنظمة أيضًا برامج تدريب الأطباء والممرضين في البلدان المجاورة لسوريا، وتقدم الدعم الطبي والنفسي والاجتماعي للسوريين الفارين من الصراع. وبحسب ما جاء في تقريرها السنوي، فقد عملت الجمعية الطبية في عام 2014 بالتعاون مع 94 مؤسسة طبية في سوريا وعالجت 1.4 مليون مريض.

## الفروع
أصبح لدى الجمعية الطبية السورية الأمريكية بدءًا من نوفمبر (تشرين الثاني) 2015، 19 فرعًا في جميع أنحاء الولايات المتحدة الأمريكية موزعين على ولايات فلوريدا، وكاليفورنيا، وإنديانا، وأوهايو، وأوكلاهوما، وميتشيغان، وتكساس، وويسكونسن، وفيرجينيا الغربية، وبيتسبرغ، وفيلادلفيا، وواشنطن العاصمة، بالإضافة إلى منطقة نيويورك، ونيو إنجلاند، والمنطقة الغربية الوسطى ومنطقة الشمال الغربي.

## البرامج

### في سوريا
ساعدت الجمعية الطبية السورية الأمريكية منذ بداية الحرب الأهلية السورية في عام 2011 في توفير الرعاية الصحية والطبية للسوريين المتبقين داخل سوريا والفارين من البلاد. كما عملت الجمعية بالتعاون مع منظمة الأمم المتحدة لجلب الإمدادات الطبية والأدوية والمعدات والدعم المالي إلى سوريا. وفي عام 2014، جلبت الجمعية الطبية السورية الأمريكية 67 حاوية طبية إلى سوريا. توفر الجمعية الأدوية بما في ذلك المضادات الحيوية وأدوية التخدير ومسكنات الألم، بالإضافة إلى الإمدادات الطبية مثل أكياس الدم والأطقم الجراحية ومولدات الأشعة السينية والقفازات ومستلزمات المختبرات الأساسية للمناطق المحتاجة، وتدعم أيضًا سيارات الإسعاف في منشآتها الطبية بالوقود والمكافآت للمسعفين وتوفر الميزانية للإمدادات، كما تدعم مراكز غسيل الكلى وعيادات الأسنان ووحدات العناية المركزة والعيادات المتنقلة وخدمات أمراض النساء والتوليد في سوريا. تدير الجمعية الطبية السورية الأمريكية كذلك برنامجًا للتطبيب عن بعد للأطباء في سوريا، والذي يسمح للعاملين الطبيين المحليين بتلقي الاستشارات والدعم من أعضاء الجمعية في الولايات المتحدة الأمريكية.
استهدفت المستشفيات الميدانية المدعومة من الجمعية الطبية السورية الأمريكية خلال الغارات الجوية الروسية، وكانت المستشفيات الميدانية التي تدعمها الجمعية من بين المستشفيات التي تولت علاج ضحايا الهجمات التي حدثت باستخدام الأسلحة الكيميائية. كما ساعدت الجمعية الطبية السورية الأمريكية في تطعيم أكثر من 1.4 مليون طفل سوري ضد شلل الأطفال كجزء من مهام فريق عمل الجمعية المعني بشلل الأطفال.

### في الأردن
تدير الجمعية الطبية السورية الأمريكية أكبر مركز طبي في مخيم الزعتري للاجئين في الأردن، وتنظم بعثات طبية لهذه العيادة عدة مرات على مدار السنة، وتقوم بترتيب زيارات منزلية لعدد من الأخصائيين الاجتماعيين والأطباء النفسيين للاجئين في العاصمة الأردنية عمان.

### في لبنان
تدير الجمعية الطبية السورية الأمريكية عيادتين لطب الأسنان في مدن طرابلس وسهل البقاع في لبنان. وفي فبراير (شباط) 2015، قامت الجمعية بشحن أول حاوية طبية إلى لبنان من الولايات المتحدة لتزويد 8 مؤسسات طبية بالمواد والإمدادات الطبية اللازمة. وفي عام 2014، شارك 28 متطوعًا من الجمعية الطبية السورية الأمريكية في 4 بعثات طبية أرسلت إلى لبنان، كان من بينها بعثة لطب الأسنان. وتدير الجمعية الطبية السورية الأمريكية عيادتين متعددتي التخصصات تقدمان العلاج المجاني لمختلف الحالات، وهذه العيادات هي:
- عيادة وادي البقاع: والتي تعالج ما يقرب من 4000 مريض شهريًا في مجالات الطب الباطني، وأمراض النساء والتوليد، وطب الأطفال، والجراحة العامة، والعلاج الطبيعي، والعناية بالأسنان، وجراحة العظام، والأشعة، والموجات فوق الصوتية، والطب النفسي، وطب العيون، وطب المسالك البولية، والعمل المختبري. كما ترعى الجمعية الطبية السورية الأمريكية برنامجًا نفسيًا اجتماعيًا في وادي البقاع يوفر الرعاية النفسية للاجئين السوريين.
- عيادة طرابلس: والتي تعالج ما يقرب من 6500 مريض شهريًا في مجالات الطب العام، وطب الأطفال، وطب العناية بالأسنان، وأمراض النساء والتوليد، وجراحة العظام، وأمراض الدم، والأشعة، وغسيل الكلى، والتحاليل المخبرية. وقد أجرى مركز طرابلس الجراحي بدعم من الجمعية الطبية السورية الأمريكية 2,233 عملية جراحية.

### في تركيا
تدير الجمعية الطبية السورية الأمريكية مجموعة عيادات لطب الأسنان داخل وحول مخيمات اللاجئين في تركيا. وفي أعقاب حادث إطلاق النار في تشابل هيل عام 2015، والذي أودى بحياة طالبي طب الأسنان ضياء بركات ويسر أبو صالحة، سمح الجمعية تدفق التبرعات للجمعية تكريمًا لهما بالمساعدة في فتح عيادات أسنان إضافية في تركيا، والتي تم تسمية إحداها باسميهما. وفي عام 2012، بدأت الجمعية الطبية السورية الأمريكية بتدريب الكوادر الطبية السورية في تركيا، وركز برنامجها التدريبي على مهارات الرعاية الحرجة المتقدمة مثل رعاية الصدمات والتعرف على العنف القائم على النوع الاجتماعي والرعاية المتخصصة والرعاية الأولية والتدريب على التمريض. وفي أغسطس (آب) 2014، بدأت الجمعية الطبية السورية الأمريكية عملياتها عبر الحدود بالتعاون مع منظمة الصحة العالمية ومنظمة اليونيسف وصندوق الأمم المتحدة للسكان. وتساعد الجمعية في الوقت الحالي في توصيل الإمدادات إلى مخيمات النازحين وتجهيز المرافق الطبية في سوريا.

## الحملات
شاركت الجمعية الطبية السورية الأمريكية في حملة لحماية المدنيين والحياد الطبي خلال النزاع السوري، كما شاركت إلى جانب 130 منظمة غير حكومية أخرى في حملة «مع سوريا» لإظهار الدعم الدولي لزيادة المساعدات الإنسانية لسوريا وتوفير حماية مدنية أكبر. وقد أدلت الجمعية الطبية الأمريكية السورية بشهادتها أمام مجلس الأمن التابع للأمم المتحدة ولجنة الشؤون الخارجية بمجلس النواب الأمريكي بشأن هجمات غاز الكلور في مارس (أذار) 2015. وفي أكتوبر (تشرين الأول) 2015، أقامت الجمعية الطبية الأمريكية السورية بالتعاون مع منظمة أطباء من أجل حقوق الإنسان في نيويورك مظاهرة موت احتجاجية لإظهار التضامن مع العاملين السوريين في مجال الرعاية الصحية.